# Agregat uprawowy

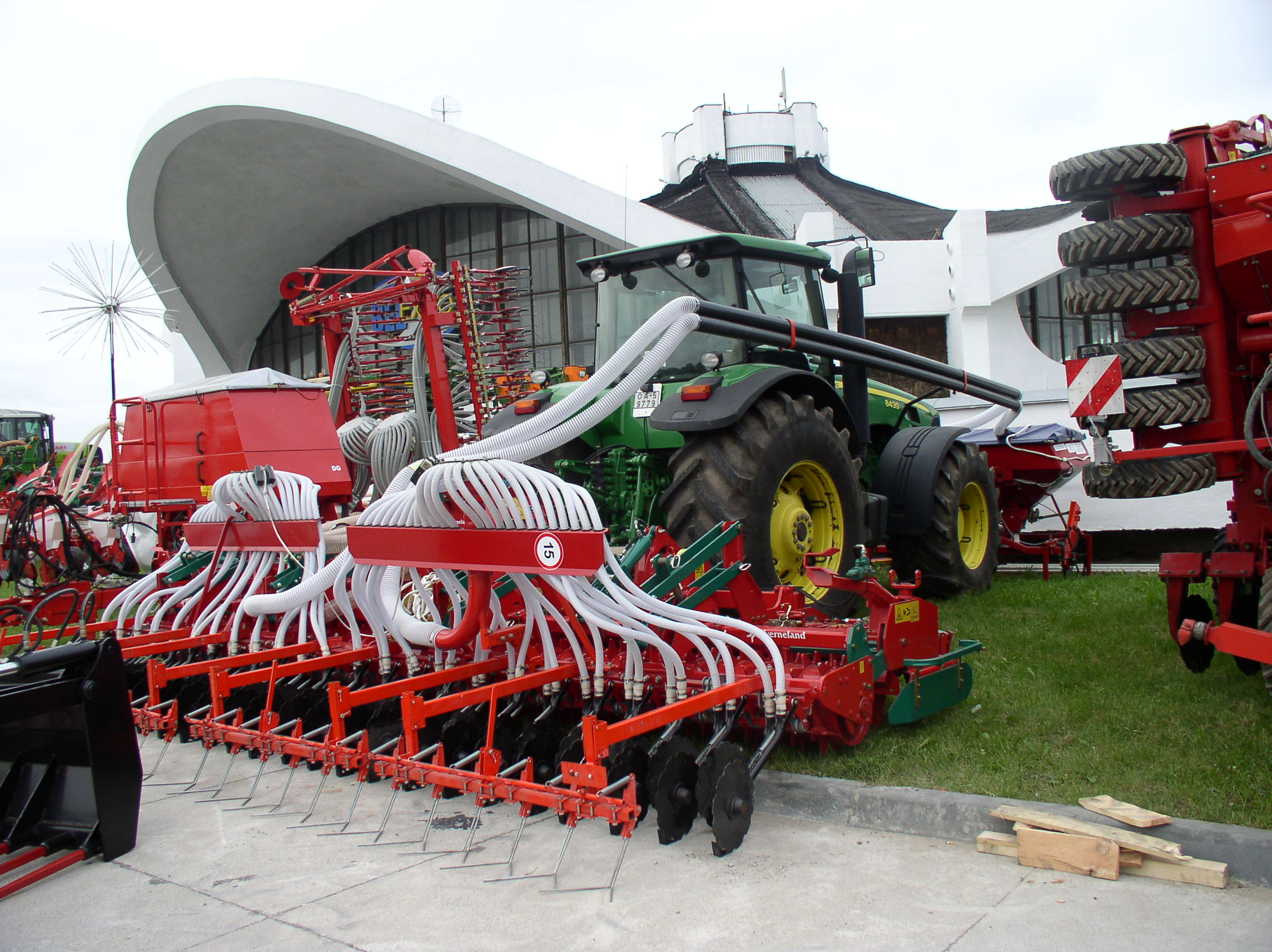
Agregat uprawowo-siewny

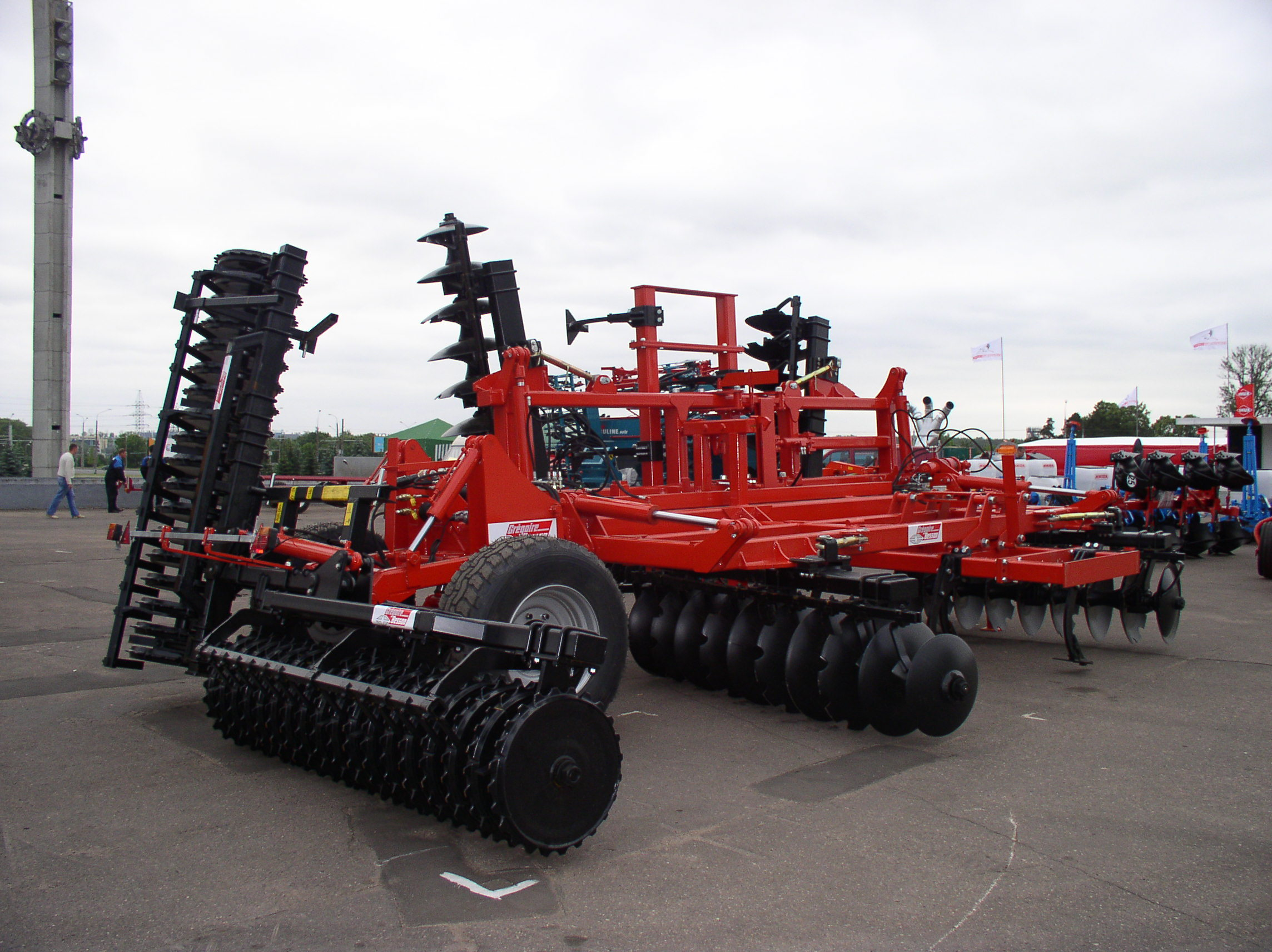
Agregat ścierniskowy (automatycznie składany)

Agregat uprawowy – maszyna rolnicza służąca do kompleksowego rozdrabniania i spulchniania roli. Najczęściej jest ona połączeniem takich maszyn jak: kultywator, brona i glebogryzarka. Wykorzystując zalety i funkcje tych maszyn, jest w ten sposób maszyną uniwersalną.

## Rodzaje agregatów uprawowych
- przedsiewne (bierne)
- uprawowo-siewne
- pożniwne (ścierniskowe)

Agregaty bierne przeznaczone są do przedsiewnego doprawiania gleb po orce jak również po bezorkowej uprawie gleby wykonanej drapaczami lub maszynami aktywnymi. Najczęściej są wyposażone w kilka rzędów zębów, które są zamocowane do ramy, wymienną stópkę, wał Packera, wał rurowy albo wał gumowy, trzypunktowy układ zawieszenia oraz boczne osłony. Agregat bierny to maszyna rolnicza mogąca pracować solo lub w połączeniu z siewnikiem. Otrzymujemy wtedy agregat uprawowo-siewny, czyli maszynę przygotowującą glebę pod zasiew i siejącą w jednym i tym samym przejeździe.
Agregat uprawowo-siewny łączący w sobie również siewnik pneumatyczny doskonale się sprawdza na lżejszych glebach. Pneumatyczny transport rozdzielonego ziarna zapewnia jego optymalne umiejscowienie w bruździe i szybszy dostęp do wilgoci zawartej w glebie.
Agregat ścierniskowy składa się najczęściej z kultywatora, zębów, talerzy i jednego lub kilku wałów rurowych. Do poprzecznych elementów konstrukcyjnych ramy mocowane są zęby robocze. Dzięki wysokiemu prześwitowi i dużym odstępom pomiędzy zębami roboczymi agregat może pracować na polach o dużej pozostałości roślinnej. Szeroko tnące podcinacze są tak skonstruowane, że podcinają całą powierzchnię gleby na której maszyna pracuje. Rozmieszczone za nimi wklęsłe talerze wyrównują powierzchnię pola. Wał rurowy umieszczony za talerzami służy do optymalnego ustawienia głębokości pracy agregatu i powtórnego ugniecenia gruntu. Agregat ścierniskowy jest też często stosowany jako spulchniacz zaskorupionych gleb, kruszarka brył, niszczarka chwastów oraz mieszalnik nawozów z glebą.